# Mississippi John Hurt
Mississippi John Hurt, nome d'arte di John Smith Hurt (Teoc, 3 luglio 1893 – Grenada, 2 novembre 1966), è stato un cantante e chitarrista statunitense, nativo del Mississippi.
La sua data di nascita è controversa e viene talvolta indicata nell'8 marzo o nel 2 luglio 1892.
Il suo repertorio è costituito da un misto di blues, country, bluegrass, folk e rock and roll. Con il suo stile originale nel canto e nel suono della chitarra acustica ha influenzato la musica popolare statunitense del XX secolo.
Il soprannome "Mississippi" venne aggiunto dalla sua prima casa discografica, la Okeh, per caratterizzare il suo luogo di provenienza.
Cresciuto ad Avalon, sempre in Mississippi, è stato un importante esponente del country blues e una figura centrale anche all'interno della musica modale e del Piedmont Blues praticato nell'est degli Stati Uniti.

## Biografia

### Primi anni
Ottavo di dieci fratelli, Hurt imparò come autodidatta a suonare la chitarra all'età di nove anni. Il primo strumento - di seconda mano - gli venne acquistato dalla madre per un dollaro e mezzo. Imparò ad amare la musica da William H. Carson, conosciuto alla St. James School di Avalon e trascorse buona parte dell'adolescenza suonando musica old time per amici ed avventori di danze campestri. Negli anni venti lavorò come bracciante di fattoria.
Nel 1923 iniziò a suonare in duo con il violinista Willie Narmour in sostituzione del precedente compagno Shell Smith. Quando nel 1928 Narmour ebbe la possibilità di registrare un disco per la Okeh Records come premio di un concorso musicale, fece subito il nome di John Hurt al produttore Tommy Rockwell.  Dopo l'audizione - a casa del musicista - di Monday Morning Blues, Hurt fu mandato a Memphis per registrare un 78 giri contenente fra l'altro le canzoni Frankie e Nobody's Dirty Business, e a New York per una sessione in studio con nuove canzoni fra cui Candy Man, Corinna, Corinna e Stack O Lee Blues (questi i brani verranno incisi in seguito anche da Bob Dylan). È a New York che Hurt incontra il musicista blues Lonnie Johnson.
Dopo il fallimento commerciale di questa prima incisione discografica, e con l'approssimarsi della Grande depressione che non avrebbe risparmiato neanche la Okeh Records, Hurt fece ritorno ad Avalon per lavorare come mezzadro, limitando l'attività artistica a feste popolari e danze campestri.

### La riscoperta
Il nome di Mississippi John Hurt è caduto nel dimenticatoio fino ai primi anni sessanta quando è stato riscoperto grazie all'operato di un musicologo, Tom Hoskins, che ha contribuito a rivalutarne la figura. Dopo aver ascoltato le antiche incisioni del cantante, e sulla base del testo di Avalon Blues, Hoskins decise nel 1963 di andare a trovare il musicista ad Avalon, nel Mississippi. In un primo tempo aveva pensato che la canzone si riferisse all'isola leggendaria di Avalon, per poi capire che si riferiva invece ad un luogo reale. Impossibilitato a trovare la località su una mappa recente, gli fu possibile individuare il luogo - che è situato tra Greenwood e Grenada, Mississippi - solo consultando un atlante del 1878.
Constatato che lo stile musicale di Hurt era rimasto inalterato, così come l'abilità nel suonare la chitarra, Hoskins lo incoraggiò a recarsi a Washington e ad iniziare ad esibirsi dal vivo. La sua performance  al Newport Folk Festival del 1964 lo fece collocare tra i maggiori protagonisti del folk revival.
Prima di morire -  a Grenada, per un infarto miocardico acuto - Hurt ha tenuto molti concerti in college, sale da concerto e coffee house partecipando anche in televisione al The Tonight Show con Johnny Carson. Ha registrato inoltre tre nuovi album per la casa discografica Vanguard Records.
Le canzoni che eseguiva più volentieri in concerto erano i brani ragtime Salty Dog e Candy Man, oltre alle ballate blues Spike Driver Blues (variante di John Henry) e Frankie.

### Tributi
Avalon, la città in cui Hurt è cresciuto, ospita - accanto alla strada rurale in cui il musicista abitava - un memorial a lui dedicato. Il cantautore statunitense Tom Paxton, che conobbe Hurt e suonò con lui al Gaslight Cafe del Greenwich Village pressappoco nel 1963, ha scritto ed inciso nel 1977 una canzone per lui dal titolo "Did You Hear John Hurt?" Paxton esegue frequentemente il brano nei suoi concerti.
Il chitarrista folk John Fahey ha scelto come prima traccia del suo album discografico del 1968 Requia il motivo Requiem For John Hurt.  L'album postumo di Fahey The Great Santa Barbara Oil Slick contiene poi una versione di questa canzone intitolata in maniera significativa Requiem For Mississippi John Hurt.

## Discografia

### Discografia completa Okeh

#### 1928, Memphis
1. "Frankie" Archiviato il 18 ottobre 2015 in Internet Archive. (3:21) 24 febbraio 1928
2. "Nobody's Dirty Business" Archiviato il 18 ottobre 2015 in Internet Archive. (2:52) 24 febbraio 1928

#### 1928, New York City
1. "Ain't No Tellin'" Archiviato il 18 ottobre 2015 in Internet Archive. (2:54) 21 dicembre 1928
2. "Louis Collins" Archiviato il 18 ottobre 2015 in Internet Archive. (2:57) 21 dicembre 1928
3. "Avalon Blues" Archiviato il 12 novembre 2011 in Internet Archive. (3:01) 21 dicembre 1928
4. "Big Leg Blues" Archiviato il 15 luglio 2014 in Internet Archive. (2:50) 21 dicembre 1928
5. "Stack O' Lee" Archiviato il 14 luglio 2014 in Internet Archive. (2:55) 28 dicembre 1928
6. "Candy Man Blues" Archiviato il 15 luglio 2014 in Internet Archive. (2:44) 28 dicembre 1928
7. "Got The Blues (Can't Be Satisfied)" Archiviato il 14 luglio 2014 in Internet Archive. (2:49) 28 dicembre 1928
8. "Blessed Be The Name" Archiviato il 12 novembre 2011 in Internet Archive. (2:46) 28 dicembre 1928
9. "Praying On The Old Camp Ground" Archiviato il 12 novembre 2011 in Internet Archive. (2:35) 28 dicembre 1928
10. "Blue Harvest Blues" Archiviato il 12 novembre 2011 in Internet Archive. (2:51) 28 dicembre 1928
11. "Spike Driver Blues" Archiviato il 16 luglio 2014 in Internet Archive. (3:13) 28 dicembre 1928

### Last Sessions – 1966
(Vanguard)
1. "Poor Boy Blues" ("Poor Boy, Long Ways From Home")
2. "Boys, You're Welcome"
3. "Joe Turner Blues"
4. "First Shot Missed Him"
5. "Farther Along"
6. "Funky Butt"
7. "Spider, Spider"
8. "Waiting For You"
9. "Shortnin' Bread"
10. "Trouble, I've Had It All My Days"
11. "Let The Mermaids Flirt With Me"
12. "Good Morning, Carrie"
13. "Nobody Cares For Me"
14. "All Night Long"
15. "Hey, Honey, Right Away"
16. "You've Got To Die"
17. "Goodnight Irene"

### Worried Blues
(Piedmont PLP 13161, Piedmont Records)
Side 1
- "Lazy Blues"
- "Farther along"
- "Sliding delta"
- "Nobody Cares for Me"
- "Cow Hooking Blues"

Side 2
- "The Ballad of Casey Jones" ("Talkin' Casey Jones")
- "Weeping and Wailing"
- "Worried Blues"
- "Oh Mary Don't You Weep"
- "I Been Cryin' Since You Been Gone"

### Mississippi John Hurt Today
(VSD-79220, Vanguard Records)
Side 1
- "Payday"
- "I'm Satisfied"
- "Candy Man"
- "Make Me a Pallet on the Floor"
- "Talkin' Casey Jones"
- "Corrine, Corrina" ("Corrina, Corrina")

Side 2
- "Coffee Blues"
- "Louis Collins"
- "Hot Time in the Old Town Tonight"
- "If You Don't Want Me, Baby"
- "Spike Driver Blues"[6]
- "Beulah Land"

### Mississippi John Hurt Last Sessions
(VSD-79327, Vanguard Records)
Side 1
- "Poor Boy Long Ways from Home"
- "Boys, You're Welcome"
- "Joe Turner Blues"
- "First Shot Missed Him"
- "Farther Along"
- "Spider, Spider"
- "Waiting for You"
- "Shortnin' Bread"

Side 2
- "Trouble, I've Had it All My Days"
- "Let the Mermaids Flirt with Me"
- "Good Mornin', Carrie"
- "Nobody Cares for Me"
- "All Night Long"
- "Hey, Honey, Right Away"
- "You've Got to Die"
- "Goodnight, Irene"

### The Best of Mississippi John Hurt
(VSD-19/20, Vanguard Records) 
Recorded live at Oberlin College, April 15, 1966
Side 1
- "Here I am, Oh Lord, Send Me"
- "I Shall Not Be Moved"
- "Nearer My God to Thee"
- "Baby What's Wrong with You"
- "It Ain't Nobody's Business"

Side 2
- "Salty Dog Blues"
- "Coffee Blues"
- "Avalon, My Home Ttown"
- "Make Me a Pallet on the Floor"
- "Since I've Laid This Burden Down"

Side 1
- "Sliding Delta"
- "Monday Morning Blues"
- "Richland Women Blues"
- "Candy Man"
- "Stagger Lee" ("Stagolee")

Side 2
- "My Creole Belle"
- "See See Rider"
- "Spanish Fandango"
- "Talking Casey"
- "Chicken"
- "You Are My Sunshine"

### The Candy Man
(QS 5042, Quicksilver Records)
Side 1
- "Richland Women Blues"
- "Trouble, I've Had it All My Days"
- "Chicken"
- "Coffee Blues"
- "Monday Morning Blues"

Side 2
- "Frankie and Albert"
- "Talking Casey"
- "Here I am, Oh Lord, Send Me"
- "Hard Time in the Old Ttown Tonight"
- "Spike Driver Blues"[6]

### Volume One of a Legacy
(CLPS 1068, Piedmont Records)
Side 1
- "Trouble, I've Had it All My Days"
- "Pera Lee"
- "See See Rider"
- "Louis Collins"
- "Coffee Blues"
- "Nobody's Dirty Business"
- "Do Lord Remember Me"
- "Monday Morning Blues"

Side 2
- "Let The Mermaids Flirt with Me"
- "Payday"
- "Stagger Lee" ("Stack-o-lee Blues")
- "Casey Jones"
- "Frankie and Albert"

### Folk Songs and Blues
(PLP 13757, Piedmont Records)
Side 1
- "Avalon Blues"
- "Richland Woman Blues"
- "Spike Driver Blues"[6]
- "Salty Dog"
- "Cow Hooking Blues"
- "Spanish Fandang"

Side 2
- "Casey Jones"
- "Louis Collins"
- "Candy Man Blues"
- "My Creole Belle"
- "Liza Jane – God's Unchanging Hand"
- "Joe Turner Blues"